# Carl Oscar Philip Creutz
Carl Oscar Philip baron Creutz (Arnhem, 24 september 1873 - Bern, 15 februari 1941) was een Nederlands burgemeester uit het adellijke geslacht Creutz.

## Leven en werk
Creutz studeerde rechten aan de universiteit van Leiden en in 1910 trouwde hij in Nijmegen met jonkvrouw Isabella Geertruida Catharine Elisabeth van Pabst van Bingerden (1882-1963), lid van de familie Van Pabst. Hij was op dat moment hoofdcommies bij de gemeente Nijmegen.
Creutz was van 1917 tot 1938 burgemeester van de Gelderse gemeente Ede. Tijdens zijn ambtstermijn groeide het aantal inwoners van de gemeente tot 35.000. Dit kwam onder andere door de komst van de Enkafabriek in 1919. Ook kwam er een grote verbetering in het wegennet in de gemeente en kon er voor het eerst voortgezet onderwijs worden genoten in Ede.
Door een meningsverschil tussen B&W en de gemeenteraad over een nieuw aan te stellen gemeentearchitect, dreigde Creutz in 1920 zijn functie neer te leggen. Door druk vanuit de gemeenteraad, maar ook door een burgerinitiatief onder leiding van notaris Fischer, besloot Creutz uiteindelijk toch aan te blijven. Hij was geliefd bij de bevolking en diende Ede tot zijn 65ste in 1938. Hierna vertrok hij naar Zwitserland, waar hij drie jaar later overleed.